# رينيسانس سنتر
رينيسانس سنتر أو مركز النهضة (بالإنجليزية: Renaissance Center)‏ يُختصر بـ RenCen؛ هو مجموعة من سبعة ناطحات سحاب متصلة في وسط مدينة ديترويت، ميشيغان، الولايات المتحدة. يقع المجمع على واجهة نهر ديترويت الدولية وتعود ملكيته لشركة جنرال موتورز حيث مقرها العالمي. يعد البرج المركزي، ديترويت ماريوت في رينيسانس سنتر، ثاني أطول ناطحة سحاب في جميع الفنادق في نصف الكرة الأرضية الغربي. وهو أطول مبنى في ميتشيغان منذ أن تم تشييده في عام 1977.
كان جون كالفين بورتمان جونيور المهندس الرئيسي للتصميم الأصلي. تتكون المرحلة الأولى من وردة من خمسة أبراج ترتفع من قاعدة مشتركة.  أربعة أبراج مكاتب من 39 طابقًا تحيط بالفندق المكون من 73 طابقًا والذي يرتفع من منصة مربعة تضم مركزًا للتسوق ومطاعم وسماسرة وبنوكًا. افتتحت المرحلة الأولى رسميًا في مارس 1977. جلب تصميم بورتمان الانتباه مجددًا إلى الهندسة المعمارية للمدينة، حيث أسفر عن بناء أطول فندق في العالم في ذلك الوقت. تم افتتاح برجي مكاتب إضافيين مكونان من 21 طابقًا (يُعرفان باسم برج 500 وبرج 600) في عام 1981. وقد أطلق على هذا النوع من المجمعات اسم مدينة داخل مدينة.
في عام 2004 أجرت جنرال موتورز أعمال تجديد لمقرها بقيمة 500 مليون دولار أمريكي، والذي اشترته في عام 1996. شمل التجديد إضافة ردهة وينترغاردن المكونة من خمسة طوابق، والتي توفر الوصول إلى ممشى واجهة النهر الدولية. استمر العمل داخل وحول المجمع حتى عام 2005. تبلغ مساحة مركز النهضة 5552000 قدم مربع (515800 متر مربع) مما يجعله أحد أكبر المجمعات التجارية في العالم.